# Libidibia ebano
Libidibia ebano là một loài thực vật có hoa trong họ Đậu. Loài này được (H. Karst.) Britton & Killip mô tả khoa học đầu tiên năm 1936.